# Koharu Kisaragi
Pour les articles homonymes, voir Kisaragi.
 (février 2016).
Koharu Kisaragi (如月 小春, Kisaragi Koharu), née le 19 février 1956 et morte en décembre 2000, est une metteur en scène et dramaturge japonaise.
Kisagari étudie la philosophie à l'Université chrétienne pour femmes de Tokyo (Tōkyō Joshi Daigaku) jusqu'en 1976. Cette même année elle fonde sa première compagnie théâtrale Gekidan Kiki avec laquelle elle met en scène ses propres pièces comme Romio to Furiijia no aru Shokutaku (1981). En 1982, elle quitte le Gekidan Kiki et fonde le groupe NOISE. Elle en est la directrice et participe à toutes les représentations en tant qu'auteure et metteur en scène. Son producteur est son mari Kajiya Kazuyuki.
Outre ses pièces pour l'ensemble (dont la plus importante est Moral en 1984), Kisaragi écrit l'essai Ansanburu no Shisō consacré au jeu de l'ensemble. Elle meurt subitement d'une hémorragie cérébrale à la fin 2000.

## Source de la traduction
- (de) Cet article est partiellement ou en totalité issu de l’article de Wikipédia en allemand intitulé « Koharu Kisaragi » (voir la liste des auteurs).
- Notices d'autorité :   - VIAF
  - ISNI
  - LCCN
  - GND
  - Japon
  - CiNii
  - Corée du Sud
  - WorldCat